# Bublejewszczina
Bublejewszczina (ros. Бублеевщина) – wieś (ros. деревня, trb. dieriewnia) w zachodniej Rosji, w osiedlu wiejskim Pionierskoje rejonu smoleńskiego w obwodzie smoleńskim.

## Geografia
Miejscowość położona jest 2,5 km od drogi regionalnej 66K-22 (Szczeczenki – Monastyrszczina), 8,5 km od drogi federalnej R135 (Smoleńsk – Krasnyj – Gusino), 15,5 km od drogi federalnej R120 (Orzeł – Briańsk – Smoleńsk – Witebsk), 28 km od drogi magistralnej M1 «Białoruś», 10 km od centrum administracyjnego osiedla wiejskiego (Sanniki), 19 km od Smoleńska, 17 km od najbliższego przystanku kolejowego (Dacznaja II).
W granicach miejscowości znajduje się ulica Piesocznaja.

## Demografia
W 2010 r. miejscowość zamieszkiwało 18 osób.